# Bilal Hussein
Bilal Hussein, né le 22 avril 2000 à Stockholm en Suède, est un footballeur suédois qui évolue au poste de milieu relayeur à Hertha BSC.

## Biographie

### En club
Né à Stockholm en Suède, Bilal Hussein est formé à l'AIK Fotboll qu'il rejoint en 2014 après être passé par le club de Bromstens IK. En janvier 2018, il est promu définitivement en équipe première. Il joue son premier match d'Allsvenskan le 27 avril 2018, contre l'IK Sirius. Un match gagné par deux buts à zéro par l'AIK. Cette année-là le club est sacré Champion de Suède et Hussein glane ainsi le premier titre de sa carrière.
En août 2018, il est prêté pour quelques mois au Vasalunds IF.
Le 9 juillet 2019, il joue son premier match de Ligue des champions en étant titularisé lors de la défaite face au FC Ararat-Armenia (2-1).
Le 30 août 2023, Bilal Hussein rejoint l'Allemagne afin de s'engager en faveur du Hertha BSC. Il signe un contrat de trois ans, soit jusqu'en juin 2026.

### En sélection nationale
Bilal Hussein représente l'équipe de Suède des moins de 17 ans pour un total de trois matchs joués, tous en 2017.
Bilal Hussein fête sa première sélection avec l'équipe de Suède espoirs contre la Russie le 22 mars 2019, un match que les Suédois perdent par deux buts à zéro. Il inscrit son premier but avec les espoirs dès sa deuxième sélection, le 25 mars suivant contre l'Écosse. Il ouvre le score d'un but de la tête ce jour-là, et son équipe s'impose par deux buts à un.

## Palmarès
AIK Solna
- Championnat de Suède (1) :
  - Champion : 2018.